# الروضة (البقاع)
الروضة هي إحدى القرى اللبنانية من قرى قضاء البقاع الغربي في محافظة البقاع، يمر عبرها نهر الغزيل من الشمال إلى الجنوب، تبعد عن بيروت ما يقارب خمسين كيلومتراً، وترتفع عن سطح البحر حوالي 800 متر، تمتدّ على مساحة 6000 دونم، جميعها أراض زراعية وأشجار مثمرة.
سكنت البلدة قديماً عائلات من طوائف مختلفة، أمثال «آل بصيبص، موارنة وكاثوليك، وآل طرودي وسعيد من الدروز، وآل بدرى من الشيعة، وبعض أسماء هؤلاء لا تزال تدوّن في اللوائح الانتخابية، أمّا اليوم فلا يقطنها إلا السنّة، وقد بلغ عدد سكانها حوالي 1700 نسمة بحسب إحصاء سنة 2007، إضافةً إلى ما يقارب 800 مجنّس.

## تاريخ
كانت الروضة تسمى «بلدة الإسطبل»، يعتقد أن هذا الاسم يعود إلى شغف أهلها بتربية الخيول ورعايتها، شيّد والي دمشق درويش باشا صهر السلطان العثماني عبد الحميد الثاني، قصراً له في البلدة على تلة مرتفعة قريبة من نهر الغزيل، جسد فيه فن العمارة العثماني والقناطر التي اشتهر بها، وورثه ابنه رشدي بك الذي أشرف على «الجفتلك» المكوّن من ست بلدات هي كفر زبد، عنجر، الروضة، الخيارة، حوش الحريمة، والدكوة، إلى أن جاء الانتداب الفرنسي، فقام رشدي بك بتوزيع بعض الأراضي على الأهالي والبعض الآخر صادرها الفرنسيون.
أنشأ الفرنسيون في الروضة مطار عسكري لا تزال معالمه قائمة حتى اليوم، ويتكون من مدرجين يبلغ طول كل منهما 3000 متر، وأكثر من عشرة عنابر للطائرات الحربية والمضادات الأرضية، شاركت جميعها في الحملات العسكرية، والتدريبية آنذاك. ولاحقاً استخدمه الجيش السوري كقاعدة لعملياته العسكرية ضد إسرائيل